# F2blog
F2blog是PHP語言的中文部落格平台，以Tatter Tools為藍本設計，同時也參考了WordPress等部落格，把多個平台的優點整合而成。支援建構在Linux和Windows server的PHP+MySQL，目前最新版本是 1.2 build 03.01 版。
開發理念：F2BLOG 自由誌，一班為興趣而開發的BLOG程式，我們不是為了獲利，也不收分毫，只想給大家知道華人也有好的程序。

## 功能
- 內建TinyMCE和FCKeditor兩種所見即所得編輯器和使用UBB語法的PHPWind編輯器
- 可開放讓會員共同編輯
- 支援自行增加、調整版面與外掛模組
- 繁體中文和簡體中文相互轉換功能
- 提供文章的分類和個別的RSS
- 完整備份功能
- 生成靜態網頁功能
- 私密文章功能限定某些文章只供內部人員瀏覽
- 標籤（Tags）功能便於閱讀熱門重要的文章

### 模板、主題
F2blog使用和pjblog共通的模版，並且可藉由修改CSS來控制。

### 外掛
完整版內建四十多個插件，使用者可以自行在後端控制台開啟或關閉。所有插件由PHP撰寫，也可以自行開發。

### 語言
F2blog使用UTF-8編碼，相容於中日韓等雙位元字元，內建有英文、繁體中文、簡體中文三種介面。

### 運作環境
- PHP 4 以上
- MySQL 4.0以上

## 歷史
F2blog開發團隊創立於2006年5月12日，成員由香港和中國人組成。
2006年7月發佈了F2blog的第一個版本，到2007年3月1日的1.2版，共有兩次改版。
在1.2版發佈之後，F2blog開發團隊就沒有再發表任何更新的版本，只有在公式論壇（現已關閉）上零星公開安全性修正檔。
2008年9月，F2blog公式網站無法訪問。
2008年11月20日，F2blog開發團隊的Terry表示所有成員都無法繼續進行開發，F2blog開發團隊形同解散。

### F2blog.cont
2008年11月15日，由中國、香港、台灣三地有志的F2blog使用者自己組成F2.CONT團隊，為了延續F2blog的開發。

## 版本
1.0
2006年7月發佈，是F2blog的第一個版本。
1.1beta
2006年11月公開的測試版，隨後並有數次改版。
1.2
2007年3月1日發表1.2正式版。

### F2blog.cont
以下為F2blog.cont之後的版本
1.0
2008年11月21日，F2.CONT團隊發表第一個版本，內容是F2blog 1.2版之後所有公開過的修正，和數個bug修正，本身和F2blog 1.2版沒有太大差異。
未來
F2.CONT目前維護人為Wenchi0920,不過自2009年9月2號後,就再也沒有任何更新

## 外部連結
- F2Blog.Cont（页面存档备份，存于）
- F2blog簡易操作說明（页面存档备份，存于）
- F2Blog教學網頁（影音版）